# Сираково (Хасковська область)
Сира́ково (болг. Сираково) — село в Хасковській області Болгарії. Входить до складу общини Мінеральні Бані.

## Населення
За даними перепису населення 2011 року у селі проживали 332 особи.
Національний склад населення села:
| Національність   | Кількість осіб | Відсоток |
| ---------------- | -------------- | -------- |
| болгари          | 264            | 80,0%    |
| цигани           | 49             | 14,8%    |
| турки            | 17             | 5,2%     |
| інша             | 0              | 0%       |
| не визначились   | 0              | 0%       |
| Всього відповіли | 330            |          |

Розподіл населення за віком у 2011 році:
Динаміка населення: